# Kroneverktyg

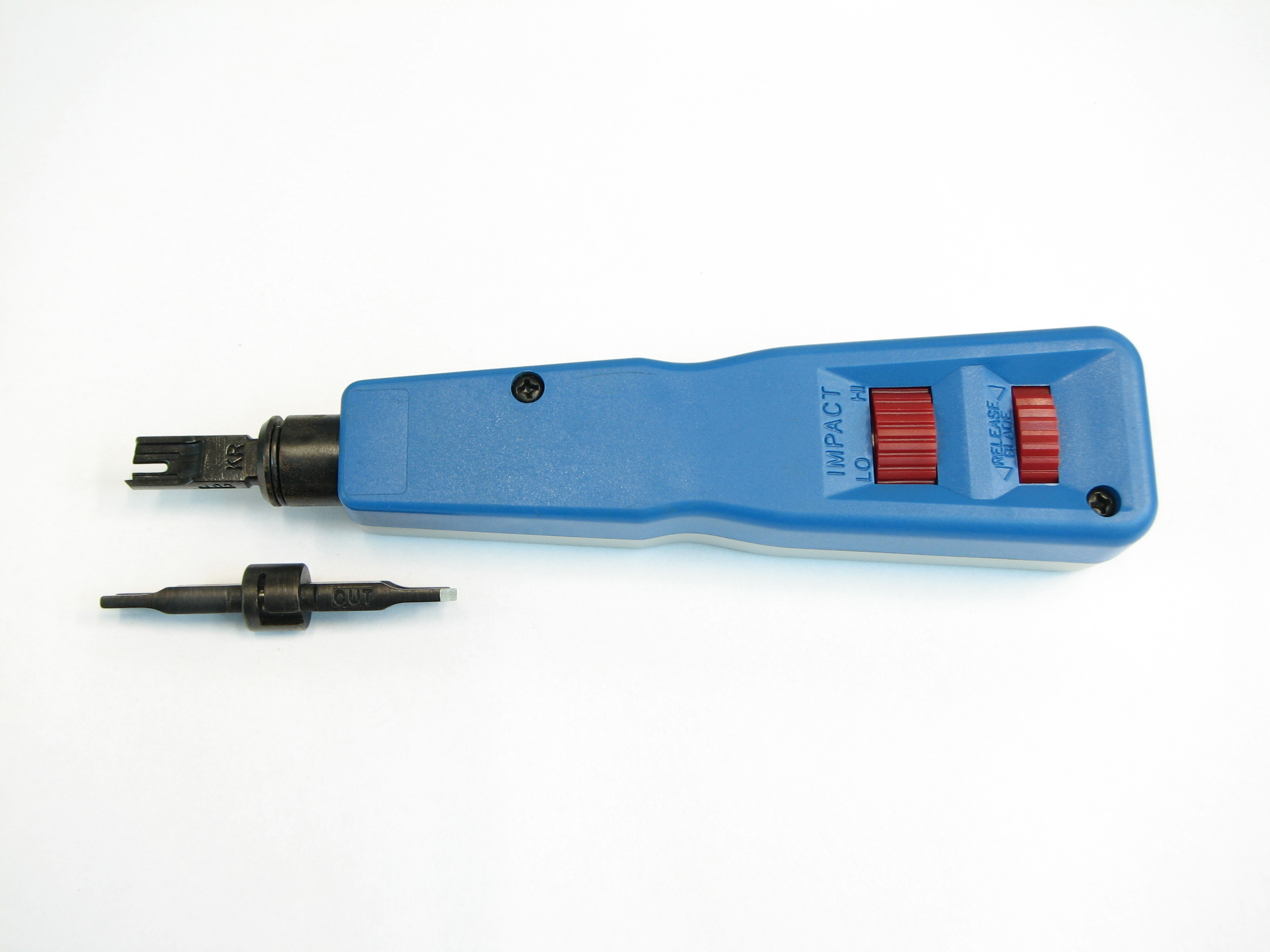

Kroneverktyg är ett verktyg för kontaktering av kopplingsplintar av typ Krone LSA-PLUS från den tyska elektroniktillverkaren Krone. 
Verktyg med samma funktion från andra tillverkare går ofta också under detta namn.